# Zimiromus aduncus
Zimiromus aduncus är en spindelart som beskrevs av Norman I. Platnick och Mohammad Umar Shadab 1976. Zimiromus aduncus ingår i släktet Zimiromus och familjen plattbuksspindlar.
Artens utbredningsområde är Panama. Inga underarter finns listade i Catalogue of Life.